# 자장커
자장커 (중국어 간체자: 贾樟柯, 정체자: 賈樟柯, 병음: Jiǎ Zhāngkē, 1970년 5월 24일 ~ )는 중국의 영화 감독이자 각본가이다. 보통 왕샤오슈아이, 장위안과 함께 중국 6세대 영화 감독의 대표주자로 분류된다.
2006년에는 《스틸 라이프》로 베네치아 국제 영화제에서 황금사자상을 수상하였다.

## 작품

### 감독
- 1997년 《소무》 (小武) 장편 영화 데뷔 작품
- 2000년 《플랫폼》 (站台) 장편
- 2002년 《임소요》 (任逍遙) 장편
- 2004년 《세계》 (世界) 장편
- 2006년 《스틸 라이프》 (三峡好人) 장편, 황금사자상 수상
- 2006년 《동》 (东) 다큐멘터리
- 2007년 《무용》 (无用) 다큐멘터리
- 2008년 《24시티》 (二十四城记) 장편
- 2013년 《천주정》 (天註定) 장편
- 2015년 《산하고인》 (山河故人) 장편
- 2018년 《애쉬》 (江湖儿女) 장편
- 2024년 《풍류일대》 (风流一代) 장편